# Слов'янська Церква Святого Духа
Покутники (офіційно Слов'янська Церква Святого Духа) — секта на заході України, що виникла наприкінці 1960-х років в обставинах насильницької заборони Української греко-католицької церкви.

## Історія
Близько 1954 року підпільний священик УГКЦ Ігнатій Солтис проголосив воцаріння антихриста в особі радянської влади. За зібраною навколо нього групою послідовників закріпилася назва «Покутник» (від Покута — покаяння). Покутник заперечували радянську владу і її атрибути — паспорти, трудові книжки, а також службу в армії. На певному етапі вони перестали навіть користуватися своїми прізвищами, називаючи тільки ім'я і додаючи до нього слово «Покутник».

## Виникнення
Близько 1954 (за іншими джерелами — 1951) року підпільний священик УГКЦ Ігнатій Солтис проголосив воцаріння антихриста в особі радянської влади. За зібраною навколо нього групою послідовників закріпилася назва «покутники» (від Покута — покаяння). Покутники заперечували радянську владу і її атрибути — паспорти, трудові книжки, а також службу в армії. На певному етапі вони перестали навіть користуватися своїми прізвищами, називаючи тільки ім'я і додаючи до нього слово «Покутник».
У той же час між Солтисом та підпільними єпископами УГКЦ виникли богословські розбіжності, в результаті чого церковне спілкування між ними було припинено. Згодом Солтис заявив, що Папа римський Іоанн XXIII (з точки зору покутників — антипапа) відпав від віри. Він розповсюдив повідомлення, в якому стверджував, що попередній Папа Пій XII призначив його своїм наступником — Петром Другим, останнім Папою Римським.
Після арешту Солтиса у 1962 році керівництво рухом перейняв священик Антон Поточняк. Центр світового католицизму, за його словами, перемістився з Риму на гору поблизу села Середнє на Івано-Франківщині. На момент свого другого арешту Ігнатій Солтис вже вважався серед покутників Ісусом Христом, який вдруге прийшов на Землю.

## Відносини з радянською владою
Ставлення радянської влади до руху покутників було двояким. З одного боку, гранично негативні висловлювання покутників про радянський режим вимагали рішучої реакції, з іншого — оскільки, об'єктивно, покутництво послаблювало підпільну УГКЦ, боротьба з ним велася мляво, репресіям піддавалися тільки ті з них, хто вів активну антирадянську пропаганду. Якраз боротьба з ними була першочерговою аж до 1986 року (Чорнобиля).

## У незалежній Україні
Після відновлення незалежності України покутники вийшли з підпілля і дещо пом'якшили своє ставлення до світської влади (зокрема, погодилися приймати документи). Їх громада порівняно численна в західних областях країни, особливо на Прикарпатті. Апостольською столицею вважається Львів.
Покутників внесено в список релігійних організацій, членам яких надається право на альтернативну (невійськову) службу.